# Panthea furcilla
Panthea furcilla là một loài bướm đêm thuộc họ Noctuidae. Loài này tìm thấy ở vùng rừng của Canada phía tây đến Dãy núi Rocky, và ở phần phía đông của Hoa Kỳ, từ Maine đến Florida, phía tây đến Texas, phía bắc đến Indiana và Ohio.

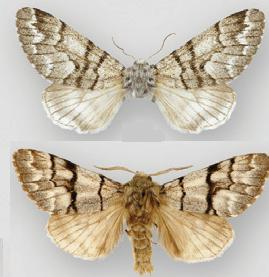
Panthea furcilla furcilla cái (trên), đực (dưới)

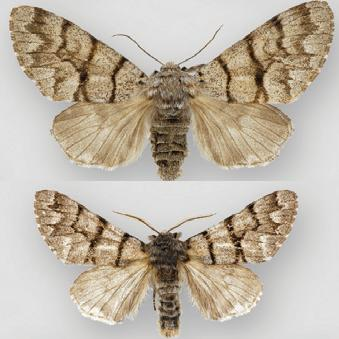
Panthea furcilla australis cái (trên), đực (dưới)

Sải cánh dài 33–50 mm. Con trưởng thành bay từ tháng 6 đến tháng 8 ở Canada, nhưng trong hai thế hệ hoặc nhiều hơn nhưng ở miền nam Hoa Kỳ, tùy theo địa điểm.

## Phụ loài
Có hai phụ loài được công nhận:
- Panthea furcilla australis
- Panthea furcilla furcilla